# Choroba graniczna
Choroba graniczna – przewlekła zakaźna wirusowa choroba owiec atakująca płody i jagnięta. Charakterystyczne jest odbarwienie włosa u noworodków, drżenie mięśni oraz wysoka śmiertelność.

## Występowanie
Pierwszy raz choroba ta została wykryta w Wielkiej Brytanii na granicy angielsko-walijskiej w 1959 roku.

## Zmiany anatomopatologiczne
Makroskopowo zmiany ograniczają się do zmian runa. Zmiany histopatologiczne są widoczne w obrazie mikroskopowym rdzenia kręgowego i mózgu. Wyrażają się zmniejszonym tworzeniem osłonek mielinowych oraz występowaniem guzków wytworzonych z obrzękłych komórek glejowych.